# Nacaduba nicobarica
Nacaduba nicobarica är en fjärilsart som beskrevs av Lambertus Johannes Toxopeus 1927. Nacaduba nicobarica ingår i släktet Nacaduba och familjen juvelvingar. Inga underarter finns listade i Catalogue of Life.